# Evolution (альбом Сабрины Карпентер)
Evolution (стилизовано под EVOLution) — второй студийный альбом американской певицы Сабрины Карпентер, выпущенный 14 октября 2016 года лейблом Hollywood Records. Сабрина начала записывать альбом в 2015 году, вскоре после выхода своего первого студийного альбома Eyes Wide Open до 2016 года. В музыкальном плане Evolution — это данс-поп-пластинка, которая отличается от фолк-поп и тин-поп-звучания предыдущего альбома.
Альбом получил положительные отзывы музыкальных критиков. В коммерческом плане альбом дебютировал на 28-м месте в американском чарте Billboard 200 и разошёлся тиражом 11 500 копий за первую неделю.
«On Purpose» был выпущен в качестве ведущего сингла из альбома 29 июля 2016 года. За ним последовали промо-синглы «All We Have Is Love» и «Run and Hide» незадолго до выхода альбома. «Thumbs» был выпущен в качестве второго сингла из альбома 3 января 2017 года. Альбом был раскручен несколькими выступлениями. Для дальнейшего продвижения альбома Карпентер отправилась в свой первый концертный тур в качестве хедлайнера, «Evolution Tour» осенью, а также «The De-Tour» летом.

## Синглы
«On Purpose» был выпущен в качестве ведущего сингла из альбома 29 июля 2016 года.
«Thumbs» попал в топ-40 радиостанций в качестве второго сингла из альбома 3 января 2017 года.
Промо-синглы
Альбом был доступен для предварительного заказа, а первый промо-сингл под названием «All We Have Is Love» был выпущен 23 сентября 2016 года. «Run and Hide» был выпущен в качестве второго промо-сингла 30 сентября 2016 года.

## Тур
Карпентер отправилась в турне Evolution по Америке в поддержку альбома. Он стартовал 18 октября и закончился 13 декабря. За ним последовал ещё один под названием «The De-Tour», в рамках которого она летом совершила турне по Америке и Канаде с участием Алекса Айоно и New Hope Club в качестве специальных гостей.

## Критический приём
Evolution был встречен положительными отзывами, причём критики похвалили чувство зрелости и роста Карпентер в альбоме по сравнению с её дебютным альбомом. Кристина М. Продавцы Celebrity Cafe написали, что Карпентер «доказывает, что она не просто ещё одна любимица Диснея, переживающая подростковый возраст», и что альбом «демонстрирует рост Карпентер как автора песен и вокалистки». Бриттани Голдфилд Родригес из Andpop оценила альбом на 3,8 балла, сказав, что «с Evolution Сабрина демонстрирует зрелую музыкальную сторону, готовую экспериментировать с техно-ритмами, текстами песен и тем, что она может сделать вокально. Она представляет интересный инди- и в то же время синтезаторный взгляд на поп-музыку и явно нашла уникальное звучание, в котором она блистает, которое отличает её от остальных». Мэтт Коллар из AllMusic дал альбому оценку 3,5 из 5, отметив его данс-поп-звучание и описав его как «смесь проникновенной акустической баллады, поп-музыки под влиянием R&B и танцевально-ориентированных гимнов».

## Коммерческая эффективность
Evolution дебютировал на 28-м месте в американском чарте Billboard 200 и разошлась тиражом 11 500 копий за первую неделю.

## Список композиций
| №   | Название                | Автор(ы)                                         | Длительность |
| --- | ----------------------- | ------------------------------------------------ | ------------ |
| 1.  | «On Purpose»            | Сабрина Карпентер, Идо Змишланы                  | 3:58         |
| 2.  | «Feels Like Loneliness» | Карпентер, Змишланы                              | 3:20         |
| 3.  | «Thumbs»                | Присцилла Ренеа, Стив Мак                        | 3:36         |
| 4.  | «No Words»              | Карпентер, Змишланы                              | 3:32         |
| 5.  | «Run and Hide»          | Карпентер, Джимми Роббинс                        | 3:29         |
| 6.  | «Mirage»                | Ник Бейли, Карпентер, Джефф Халавач, Райан Огрен | 3:25         |
| 7.  | «Don't Want It Back»    | Карпентер, Стеф Джонс, Роб Персо                 | 3:01         |
| 8.  | «Shadows»               | Карпентер, Джонс, Персо                          | 2:52         |
| 9.  | «Space»                 | Карпентер, Мисси Моделл, Дэниел Кириакидес       | 3:06         |
| 10. | «All We Have Is Love»   | Карпентер, Афшин Салмани, Джош Камби             | 3:02         |

## Участники записи
Титры адаптированы из аннотации к Evolution.

### Записано, сконструировано, сведено и освоено в
- Санта-Моника, Калифорния (UMPG Studios)
- Северный Голливуд, Калифорния (Sphere Studios)
- Лондон, Великобритания (Rokstone Studios)
- Голливуд, Калифорния (отель Loews Hollywood)
- Лос-Анджелес, Калифорния (Blueprint Studios, Roxstone Studios, Faculty Studios, Kite Music Productions, Sonic Element Studio)
- Нью-Йорк Сити (Стерлинг Саунд)

### Исполнители и продюсирование
- Сабрина Карпентер — вокал (все треки); бэк-вокал (10)
- Идо Змишлани — продюсирование, инжиниринг (1, 2, 4); дополнительная вокальная инженерия (1); сведение (4)
- Нолан Уэскотт — фортепиано, вокал (1)
- Сербан Генеа — сведение (1)
- Эрик Мадрид — сведение (2, 5, 6, 7, 8, 9)
- Хорхе Гутьеррес — ассистент по микшированию (2, 5, 6, 7, 8, 9)
- Стив Мак — продюсирование (3)
- Присцилла Ренеа — бэк-вокал (3)
- Крис Лоус — инженер (3)
- Дэн Перси — инжиниринг (3)
- Митч Аллан — запись ведущего вокала (3)
- Фил Тан — сведение (3)
- Джимми Роббинс — производство, инжиниринг (5)
- Райан Огрен — продюсирование, инжиниринг, гитара, синтезатор, бас-гитара, программирование, бэк-вокал (6)
- Halatrax — продюсирование, инжиниринг, программирование, бэк-вокал (6)
- Ник Бэйли — бэк-вокал (6)
- Роб Персо — продюсирование, инжиниринг (7, 8)
- DJ Daylight — продюсирование, инжиниринг (9)
- Афшин Салмани — продюсирование, инжиниринг, сведение, бэк-вокал (10)
- Джош Камби — продюсирование, инжиниринг, сведение, бэк-вокал (10)
- Крис Герингер — мастеринг (все треки)

### Дизайн
- Дэвид Сноу — творческое направление
- Анабель Шинн — художественное направление, дизайн
- Харпер Смит — фотография